# Alberto Paleari (calciatore)
Alberto Andrea Paleari (Giussano, 29 agosto 1992) è un calciatore italiano, portiere del Torino.

## Biografia
Possiede una laurea in scienze motorie.

## Carriera

### Club

#### Gli esordi
Cresce calcisticamente nella squadra della sua città di residenza, il Seregno. In seguito si trasferisce all'Aldini Bariviera e continua nel settore giovanile del Milan, dove milita per tre anni. Nell'ultima annata viene convocato da Massimiliano Allegri in Serie A come terzo portiere alle spalle di Abbiati e Amelia; in quell'anno il Milan vince lo scudetto e anche Paleari, pur non avendo mai giocato, viene premiato e compare nel palmares ufficiale.

#### Pontisola e Tritium
Lasciato il Milan, si trasferisce in Serie D ai bergamaschi del Pontisola, con cui subisce 30 reti in 37 partite di campionato giocate; nell'estate del 2012 si trasferisce in terza divisione alla Tritium, con cui conquista la salvezza subendo 32 reti in 27 partite di campionato giocate.

#### Giana Erminio e Virtus Verona

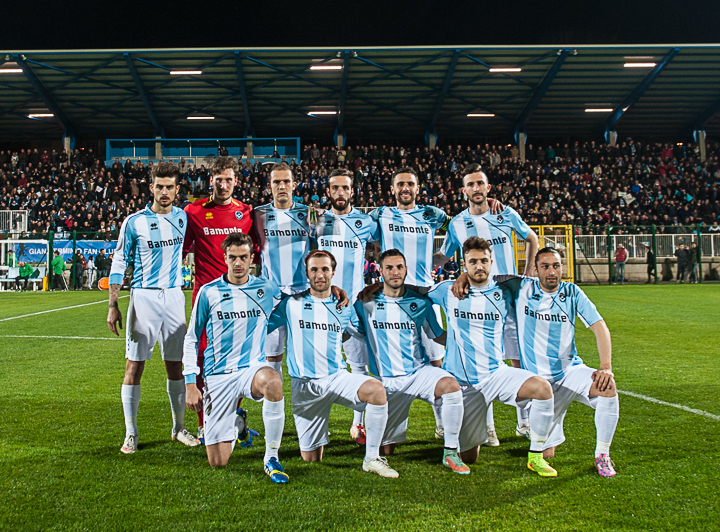
Paleari (in casacca rossa) con la Giana Erminio nel 2015

Nell'estate del 2013 lascia il club abduano (ripartito per problemi economici dalla Promozione) e si accasa alla Virtus Verona, con cui gioca per una stagione da titoalre in Lega Pro Seconda Divisione.
Nel 2014 passa alla Giana Erminio, club neopromosso per la prima volta nella sua storia in terza divisione, con cui gioca per due stagioni consecutive da titolare in questa categoria.

#### Cittadella
Nell'estate 2016 viene ingaggiato dal Cittadella; il 21 gennaio 2017 fa il suo esordio in Serie B con la maglia granata, nella partita vinta in casa per 2-0 contro il Bari.
A gennaio 2017 rinnova il suo contratto con il club veneto fino al giugno 2021; nella stagione 2017-2018 gioca 13 partite in campionato alternandosi spesso nel ruolo di portiere titolare con Enrico Alfonso.
Divenuto titolare fisso nella stagione 2018-2019, mette a segno ottime performance in serie cadetta, venendo a fine stagione nominato miglior portiere della Serie B 2018-2019 da giornalisti e allenatori.

#### Genoa
Il 4 ottobre 2020, Paleari viene ingaggiato in prestito dal Genoa, in Serie A. Debutta con i rossoblù (oltre che in massima serie) il 30 novembre seguente, nella sconfitta per 1-2 contro il Parma. Il 1º febbraio 2021, la squadra genovese lo riscatta dal Cittadella a titolo definitivo. Complessivamente ha collezionato 5 presenze tra campionato e Coppa Italia.

#### Benevento
Il 17 luglio 2021 il portiere viene ceduto in prestito al Benevento, neo-retrocesso in Serie B. Con i sanniti, Paleari diventa nuovamente titolare, contribuendo alla qualificazione della squadra ai play-off, anche se il percorso dei giallorossi si arresta in semifinale, in seguito alla sconfitta contro il Pisa. Ciò nonostante, il 17 giugno del 2022 Paleari viene ufficialmente riscattato dal Benevento. Il 27 febbraio 2024, raggiunge le 100 presenze ufficiali con il club.

#### Torino
Il 19 luglio 2024, viene acquistato a titolo definitivo dal Torino, in Serie A. Esordisce coi granata il 29 settembre seguente giocando da titolare la partita persa per 2-3 in casa contro la Lazio.

### Nazionale
Dal 2013 al 2015 ha fatto parte della nazionale Under-20 italiana.
Nel giugno del 2015 viene convocato da Massimo Piscedda alle Universiadi in programma a luglio in Corea del Sud, vinte dagli azzurri 3-0 in finale contro i padroni di casa coreani.

## Statistiche

### Presenze e reti nei club
Statistiche aggiornate al 29 settembre 2024.
| Stagione             | Squadra                | Campionato           | Campionato | Campionato | Coppe nazionali | Coppe nazionali | Coppe nazionali | Coppe continentali | Coppe continentali | Coppe continentali | Altre coppe | Altre coppe | Altre coppe | Totale | Totale | Totale |
| Stagione             | Squadra                | Comp                 | Pres       | Reti       | Comp            | Pres            | Reti            | Comp               | Pres               | Reti               | Comp        | Pres        | Reti        | Pres   | Reti   |        |
| -------------------- | ---------------------- | -------------------- | ---------- | ---------- | --------------- | --------------- | --------------- | ------------------ | ------------------ | ------------------ | ----------- | ----------- | ----------- | ------ | ------ | ------ |
| 2011-2012            | Ponte San Pietro-Isola | D                    | 37         | -30        | CI-D            | 0               | 0               | -                  | -                  | -                  | -           | -           | -           | 37     | -30    |        |
| 2012-2013            | Tritium                | 1D                   | 27         | -32        | CI+CI-LP        | 0               | 0               | -                  | -                  | -                  | -           | -           | -           | 27     | -32    |        |
| 2013-2014            | Virtus Verona          | 2D                   | 34         | -32        | CI+CI-LP        | 0               | 0               | -                  | -                  | -                  | -           | -           | -           | 34     | -32    |        |
| 2014-2015            | Giana Erminio          | LP                   | 38         | -39        | CI+CI-LP        | 0+2             | -1              | -                  | -                  | -                  | -           | -           | -           | 40     | -40    |        |
| 2015-2016            | Giana Erminio          | LP                   | 32         | -32        | CI+CI-LP        | 0+1             | 0               | -                  | -                  | -                  | -           | -           | -           | 33     | -32    |        |
| Totale Giana Erminio | Totale Giana Erminio   | Totale Giana Erminio | 70         | -71        |                 | 3               | -1              |                    | -                  | -                  |             | -           | -           | 73     | -72    |        |
| 2016-2017            | Cittadella             | B                    | 2          | -3         | CI              | 1               | -2              | -                  | -                  | -                  | -           | -           | -           | 3      | -5     |        |
| 2017-2018            | Cittadella             | B                    | 13         | -8         | CI              | 4               | -5              | -                  | -                  | -                  | -           | -           | -           | 17     | -13    |        |
| 2018-2019            | Cittadella             | B                    | 36+5       | -38 + -6   | CI              | 2               | 0               | -                  | -                  | -                  | -           | -           | -           | 43     | -44    |        |
| 2019-2020            | Cittadella             | B                    | 36+1       | -45 + -3   | CI              | 2               | -4              | -                  | -                  | -                  | -           | -           | -           | 39     | -52    |        |
| Totale Cittadella    | Totale Cittadella      | Totale Cittadella    | 87+6       | -94 + -9   |                 | 9               | -11             |                    | -                  | -                  |             | -           | -           | 102    | -114   |        |
| 2020-2021            | Genoa                  | A                    | 3          | -3         | CI              | 2               | -4              | -                  | -                  | -                  | -           | -           | -           | 5      | -7     |        |
| 2021-2022            | Benevento              | B                    | 35+3       | -34+-1     | CI              | 1               | -1              | -                  | -                  | -                  | -           | -           | -           | 39     | -36    |        |
| 2022-2023            | Benevento              | B                    | 33         | -40        | CI              | 1               | -3              | -                  | -                  | -                  | -           | -           | -           | 34     | -43    |        |
| 2023-2024            | Benevento              | C                    | 35+6       | -31 + -5   | CI-C            | 0               | 0               | -                  | -                  | -                  | -           | -           | -           | 35     | -36    |        |
| Totale Benevento     | Totale Benevento       | Totale Benevento     | 103+9      | -105 + -6  |                 | 2               | -4              |                    | -                  | -                  |             | -           | -           | 114    | -115   |        |
| 2024-2025            | Torino                 | A                    | 1          | -3         | CI              | 0               | 0               | -                  | -                  | -                  | -           | -           | -           | 1      | -3     |        |
| Totale carriera      | Totale carriera        | Totale carriera      | 377        | -385       |                 | 16              | -20             |                    | -                  | -                  |             | -           | -           | 393    | -405   |        |

## Palmarès

### Club
- Campionato italiano: 1

Milan: 2010-2011

### Nazionale
- Universiade: 1

Gwangju 2015